# Unbreakable (album Primal Fear)
Unbreakable – dziewiąty album niemieckiej grupy heavymetalowej Primal Fear, wydany 20 stycznia 2012 przez Frontiers Records.

## Lista utworów[1]
1. „Unbreakable (Part 1)” – 1:37
2. „Strike” – 4:39
3. „Give 'Em Hell” – 3:05
4. „Bad Guys Wear Black” – 3:31
5. „And There Was Silence” – 5:13
6. „Metal Nation” – 5:11
7. „Where Angels Die” – 8:09
8. „Unbreakable (Part 2)” – 6:05
9. „Marching Again” – 5:41
10. „Born Again” – 4:48
11. „Blaze of Glory” – 3:56
12. „Conviction” – 3:49

## Skład zespołu
- Ralf Scheepers – wokal
- Magnus Karlsson – gitara
- Alex Beyrodt – gitara
- Mat Sinner – gitara basowa
- Randy Black – perkusja